# Mastax senegalensis
Mastax senegalensis é uma espécie de carabídeo da tribo Brachinini, com distribuição restrita ao Senegal.